# Hombres sabios de Gotham
Los hombres sabios de Gotham es el primer nombre dado a la gente de la aldea de Gotham, Nottinghamshire, en alusión a un incidente en el que supuestamente fingieron locura colectiva para evitar una visita real y pagar un impuesto. Sus historias fueron publicadas en The Merry Tales of the Mad Men of Gotham (Las historias alegres de los hombres tontos de Gotham), que fue publicado en el año 1540, durante el reinado de Enrique VIII.

## Leyenda
La historia cuenta que el rey Juan I de Inglaterra tenía la intención de viajar por el vecindario. En ese momento en Inglaterra, cualquier camino en el que el rey viajaba tenía que hacerse una carretera pública, pero la gente de Gotham no quería una carretera pública a través de su aldea. Los aldeanos fingieron imbecilidad cuando llegaron los mensajeros reales. Dondequiera que iban los mensajeros, veían a los rústicos ocupados en una tarea absurda. Con base en este informe, Juan determinó tener su pabellón de caza en otro lugar, y los sabios se jactaron: "Hemos visto que hay más tontos que pasan por Gotham que los que permanecen en ella".
De acuerdo con la edición de 1874 de "Las tenencias de la tierra" de Blount, los mensajeros del Rey Juan "encontraron a algunos de los habitantes comprometidos en ahogar una anguila en un charco de agua; algunos fueron empleados arrastrando carros a un gran granero para proteger la madera del sol; otros arrojaban sus quesos colina abajo para que pudieran encontrar el camino a Nottingham para la venta; y algunos estaban empleados en la cobertura de un cuco que se había posado sobre un viejo arbusto; en resumen, todos fueron empleados de una u otra manera tonta, lo que convenció a los sirvientes del rey de que era una aldea de tontos, de donde surgió el viejo adagio "los sabios de Gotham" o "los tontos de Gotham".
Los aldeanos de Gotham se retratan a héroes populares que aventajan al rey ignorante con ingenio y artificio para evitar el pago. Las historias de los hombres sabios de Gotham son de un género de leyendas que aparecieron a causa de los impuestos del rey Juan. Uno de las historias más famosas es la de Robin Hood, que era un forajido que evitaba pagar los impuestos del rey y acaparó las riquezas de los nobles y las devolvió a los pobres. A causa de la leyenda de Robin Hood, el rey Juan logró una reputación de un monarca codicioso.   
En los «Misterios de Towneley» se menciona a los "tontos de Gotham" ya en el siglo XV, y una colección de sus bromas se publicó en el siglo XVI bajo el título Merrie Tales of the Mad Men of Gotham «Alegres historias de los hombres locos de Gotham», reunidas por A. B. de Phisicke Doctour. El "A.B." se suponía que representaba a Andrew Borde o Boorde (1490–1549), famoso entre otras cosas por su ingenio, pero probablemente no tuvo nada que ver con la compilación.

## Historias notables
Aparecen 20 historias de los hombres sabios de Gotham en el libro The Merry Tales of the Wise Men of Gotham.

### El queso

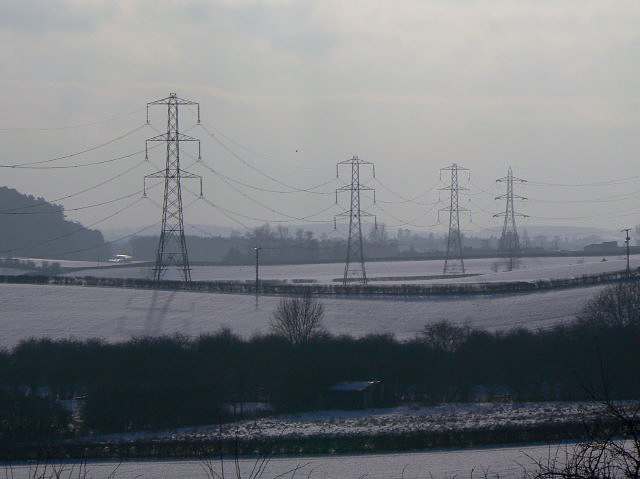
La vista desde Cheese Hill' (La colina del queso)

Había un hombre de Gotham que fue al mercado de Nottingham para vender queso, y cuando bajaba la colina al puente de Nottingham, uno de los quesos se cayó rodando abajo. Pensó que el queso se había ido solo al mercado. Entonces, hizo rodar los quesos restantes hacia abajo y los dijo que los esperaría en el mercado.  
Llegó al mercado y pasó todo el día esperándolos. Cuando el mercado se cerró, fue a preguntar por los vendedores si los habían visto. Por supuesto, nadie había visto los quesos en cuestión. El hombre estaba convencido de que habían ido al pueblo de York, y entonces alquiló un caballo para ir al pueblo de York y buscarlos.  

### El cuco

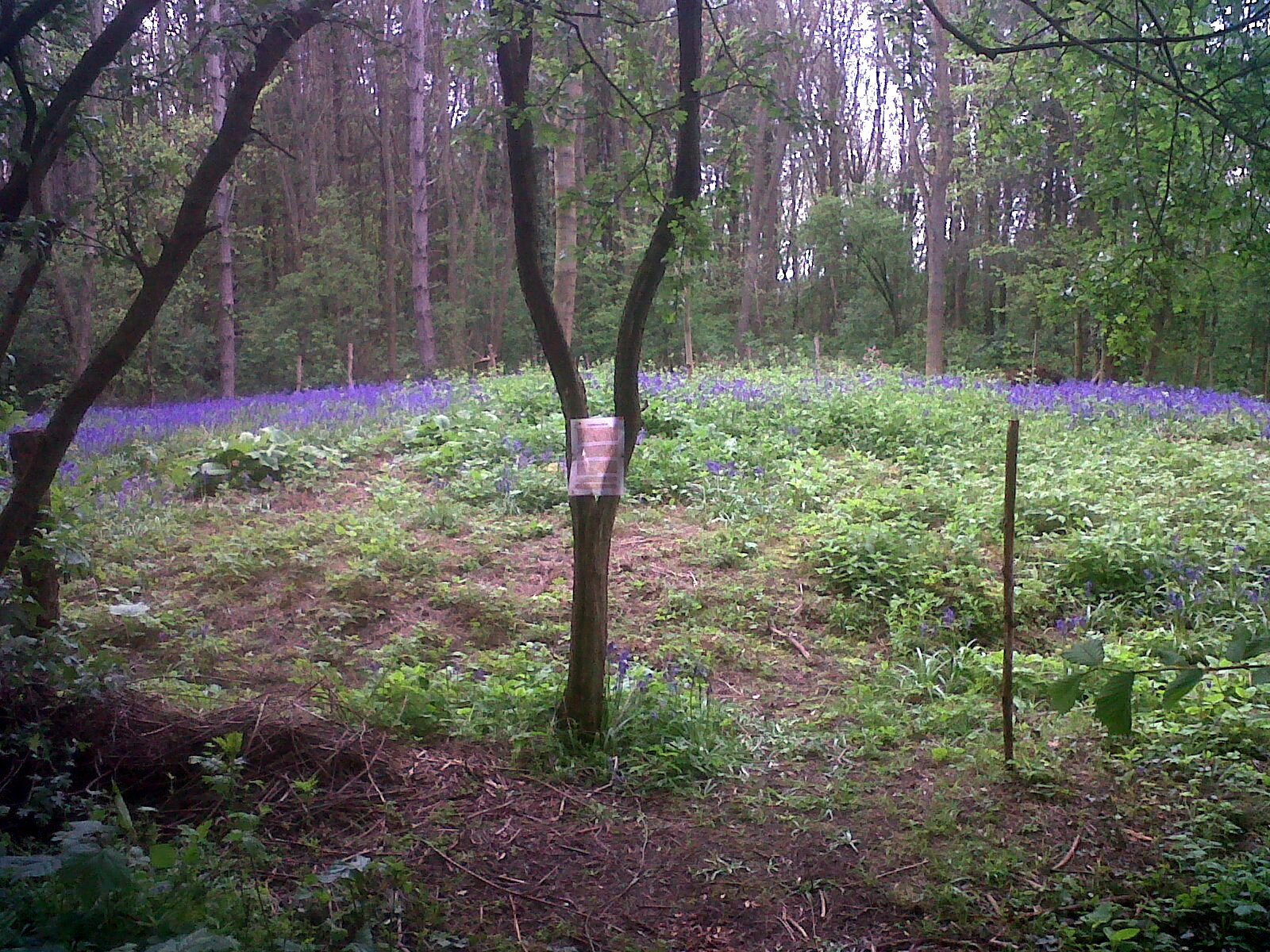
El montículo es el sitio supuesto de la historia del cuco y los hombres tontos. En realidad es un túmulo neolítico y tiene unos tres mil años. Fue excavada en el año 1847.

Los hombres de Gotham vieron un cuco sentado en un arbusto. Por aquella época, la llegada del cuco en abril era un confiable ‘heraldo de la primavera’ y el cuco simbolizaba prosperidad y la llegada del verano. Los hombres decidieron construir una valla alrededor del arbusto para guardarlo así que el cuco podría cantar para los aldeanos de Gotham. Cuando la construcción de la valla fue terminada, se dice que el cuco miró a los hombres y se echó a volar. Los hombres pensaban que la valla no tenía la altura suficiente y prometieron intentar de nuevo.  
Según la tradición local, el sitio del cuco rodeado no está dentro del pueblo de Gotham, pero por encima de un montículo al sur. El montículo del arbusto del cuco es el sitio presunto de la historia de los hombres sabios de Gotham. De realidad, es un túmulo neolítico de 3000 años y fue excavado en el año 1847. 

### La anguila
Una vez, los hombres sabios de Gotham se preguntaban qué hacer con sus peces del mar. Estaban de acuerdo que deberían guardarlos en un estanque en el centro del pueblo, para que los peces se reproducirían y que habría una abundancia el año que viene.  
El año siguiente los hombres los buscaron en el estanque, pero no había nada, solo una grande anguila. Los hombres estaban furiosos y decidieron matar a la anguila en venganza por comer sus peces. Después de mucha deliberación, decidieron ahogar a la anguila y entonces la lanzaron en un estanque diferente y la dejaron.  

## Historias parecidas
En la aldea de Gotham, como otras aldeas a lo largo del país, había mucha oposición a los impuestos del rey. Había muchos intentos evitar pagando los impuestos y muchas personas intentaban esconder sus riquezas. Como resultado, el rey Juan empleó a muchos recaudadores de impuestos y se vio como avaricioso e injusto. Esta impresión provocó las leyendas como ‘los hombres sabios de Gotham’, los héroes del hombre común que aventajaron el rey avaricioso.  
La localización de los tontos es común en la mayoría de los países, y los folcloristas tienen un término especial para este género: blasón populaire. Además de Gotham, según Frank E Harp, por lo menos 45 pueblos pueden ser identificados como pueblos de tontos.

### Historias parecidas inglesas
Hay historias parecidas en Inglaterra como; los ‘moonrakers’ (rastrillar-luna) de Wiltshire, los Carles de Austwick, Yorkshire, los ‘Gowks’ de Berwickshire y los tontos de Suffolk y Norfolk (Descriptio Norfolciensium como siglo XII, publicado en Wright's Early Mysteries and other Latin Poems). Todas estas historias muestran una forma de lógica ridícula para aventajar a alguien más poderoso. 

#### Los Moonrakers (rastrillar-luna)
La historia parecida de tontos cuenta que los aldeanos de Wiltshire habían escondido barriles de contrabando de brandy francés de los oficiales de aduanas en un estanque. Mientras trataban de recuperarlo por la noche, fueron atrapados por los oficiales, pero se explicaron señalando el reflejo de la luna y diciendo que estaban tratando de rastrillar un gran queso redondo. Los oficiales de aduanas, pensando que eran simplones, se rieron y siguieron su camino. Se dice que la historia tuvo lugar en el estanque conocido de Crammer pero muchos otros municipios reclaman la historia.

#### Los Gowks
El folclore local dice que el pueblo de Gordon fue atacado por soldados enemigos. Los hombres locales fingieron ser tontos y los atrajeron hacia Gordon Moss y el pantano, y así salvaron al pueblo. Se les conocen como los Gordon Gowks. 

### Historias internacionales
En Alemania, están los “Schildbürger” de la ciudad de Schilda; en los Países Bajos hay la gente de Kampen; en Bohemia, la gente de Kocourkov; y en Moravia la gente de Šimperk. También están los suecos Täljetokar de Södertälje y la gente Kälkborgare de Kälkestad. Los daneses cuentan historias de los tontos habitantes de Mols y los finlandeses hablan de “Hölmöläiset” y “Bembölebor”. En Antigua Grecia, los hogares de necios eran Boeotia y Cyme, y los judíos antiguos hablan de Nazaret y los juidíos modernos (los de Europa por todos modos) hablan de Chelm.  

## Canción infantil

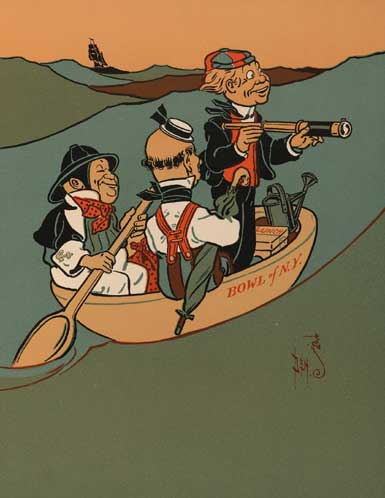
Ilustraciones de William Wallace Denslow de Three Wise Men of Gotham, de un edición de 1901 de Mamá Oca

Los hombres sabios de Gotham se recuerdan en una popular canción infantil, que tiene un número de ‘Roud Folk Song Index’ (índice de canciones tradicionales de Roud) de 19695, y es una adaptación del cuento de ‘Los Tres Marineros de Gotham’. Las letras son:  

Three wise men of Gotham,
They went to sea in a bowl,
And if the bowl had been stronger
My song would have been longer.

Tres hombres sabios de Gotham,  
Se fueron en un bol al mar, 
Y si el bol hubiera sido más fuerte,  
Esta canción iría continuar. 
La canción infantil se registró por primera vez en ‘Mother Goose’s Melody’ (Mamá Oca en Prosa) que fue publicado en 1765, y se ha aparecido en muchas otras colecciones.

## Legado
Recordando la estupidez ingeniosa de los habitantes de Gotham, Washington Irving le dio el nombre ‘Gotham’ a la ciudad de Nueva York en sus publicaciones de ‘Salmagundi’ (1807).  
El uso más notable en este contexto lo hizo Bill Finger cuando se llamó el hogar de Batman, la ciudad ficticia de Gotham, (llamada Ciudad Gótica en la traducción editorial Navaro para Hispanoamérica y conocida simplemente Gotham en las traducciones españoles.) La existencia de Gotham, Nottinghamshire en el Universo extendido de DC fue reconocido en Batman: Legends of the Dark Knight #206. (Batman: Leyendas de Caballero Oscuro) (Y otra vez en 52 #27). En El Batman de Arkham de DC Comics, el Joker recite la canción infantil de 'los tres hombres sabios de Gotham'. Aun así, la conexión entre los dos nombres no se ha explicado completamente. En una historia titulada ‘Paisaje Urbano’ (Cityscape en Inglés) en Batman Chronicles #6, se revela que la Ciudad de Gotham fue construido para alojar criminales dementes. La contraparte menor de Batman, Robin lee una revista que cuenta como la ciudad obtuvo su nombre: “Incluso tengo su nombre. Podríamos llamarlo ‘Gotham’ en honor de un pueblecito en Inglaterra - donde, según la creencia común, todos son despojados de los buenos juicios."  

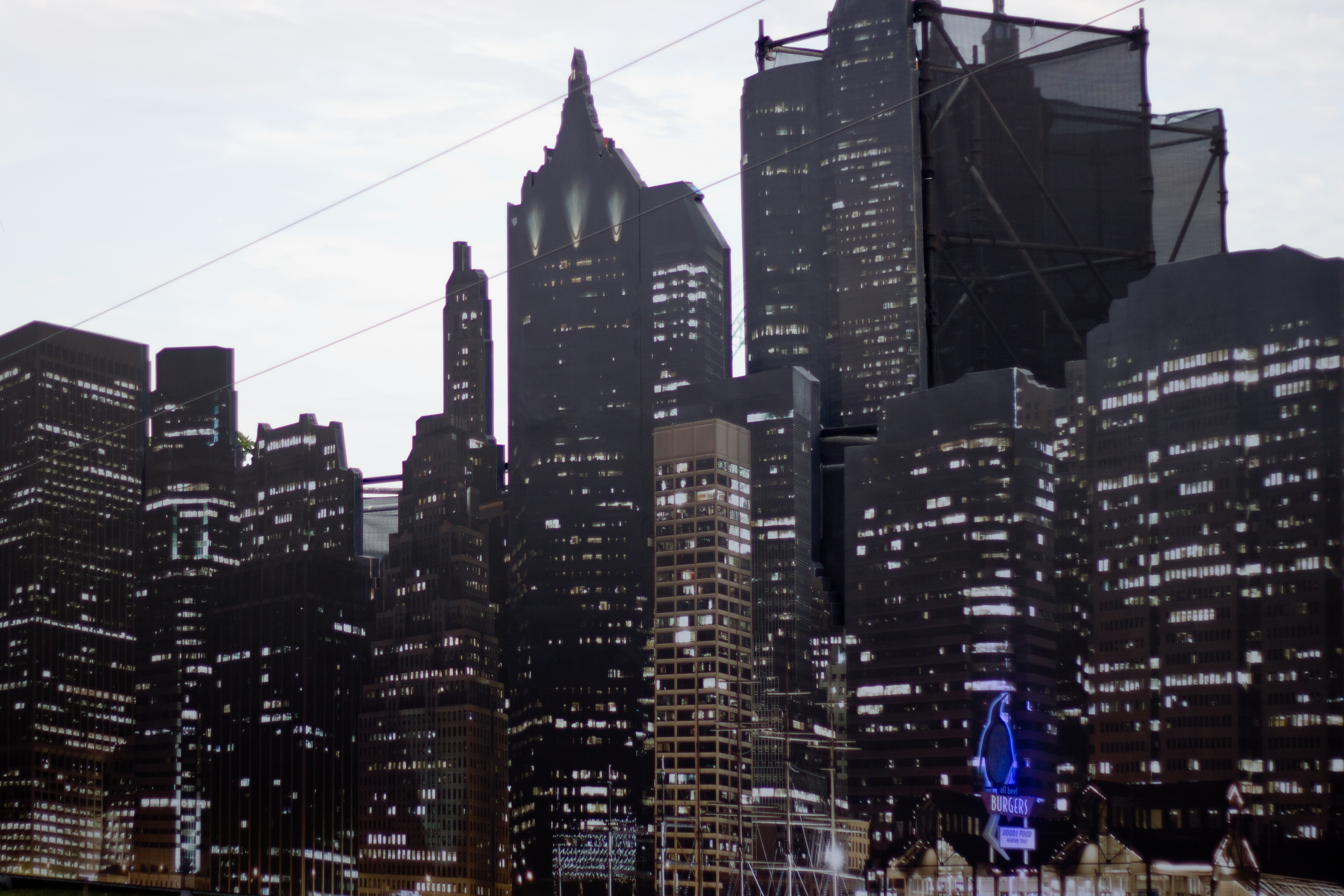
El trasfondo de la ciudad de Gotham para la serie de televisión "Gotham"

En su libro ‘Gotham: A History of New York City to 1898’ (Gotham: una historia de la ciudad de Nueva York al año 1898) Burrows y Wallace dicen que la gente de Manhattan no habría aceptado un apodo tan cargado con connotaciones peyorativas, aunque fuera dado por el escritor más famoso de Nueva York - a menos que tuviera cualidades positivas también. 
El anterior presidente del concejo parroquial, Gill Hind, intentaba muchas veces hermanar el pueblo de Gotham con la ciudad de Nueva York. A pesar de que la ciudad y el pueblo no se hermanan, el exalcalde de Nueva York, Rudy Giuliani, envió una carta al pueblo reconociendo el vínculo entre los dos sitios.
También, hay una referencia a los sabios de Gotham en el libro de Lorna Doone: a Romance of Exmoor.
De hecho, la leyenda cerró un círculo en el año 2011, con la filmación de The Dark Knight Rises (El caballero oscuro: La leyenda renace, en España) en cercano Wollaton Hall, que fue usada como la Mansión Wayne, residencia de Bruce Wayne.  

## Alusiones a los hombres sabios en el pueblo de Gotham

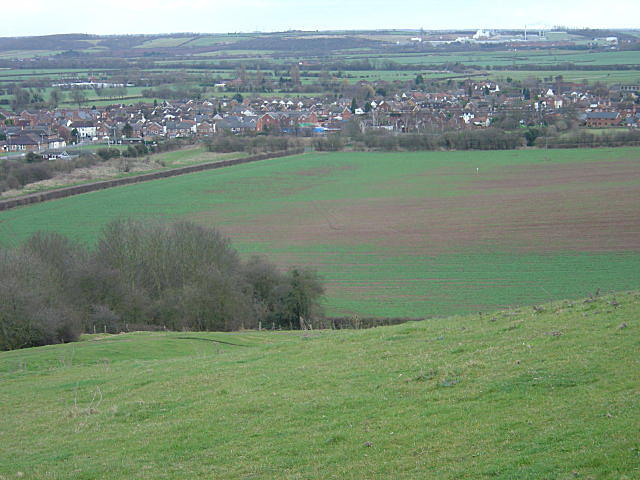
El pueblo de Gotham, Nottinghamshire.

### Cuckoo Bush Inn: (la taberna del arbusto del cuco)
Uno de los recuerdos más fuertes de la historia dentro del pueblo de Gotham es la taberna Cuckoo Bush (el arbusto del cuco). La taberna fue construida en el año 1858 y aparece en una lista de tabernas de patrimonio cultural nacional. Dentro se encuentra un reloj cucú y una pared que explica toda la historia. El rotulo anterior de la taberna representaba los hombres sabios de Gotham construyendo la valla alrededor el cuco.   

### Veleta de ‘Gotham Legends’
La veleta de Gotham fue erigida en el año 2013 y celebra el pueblo, su historia excéntrica y el vínculo con la ciudad de Nueva York. Retrata las escenas de la historia de los hombres sabios y también tiene una figurita de Batman escalando arriba.

### Camino de patrimonio cultural
Debido a la historia de los hombres sabios de Gotham, el pueblo tiene un camino que se llama “Gotham Heritage Trail” (Camino de patrimonio cultural de Gotham). Es una ruta de caminata de 7,2 km y contiene muchas menciones a la leyenda, además de la historia más reciente del campo circundante como la Segunda Guerra Mundial.

### La señal del pueblo
La señal del pueblo ha sido robado al menos tres veces a causa de su vínculo con Batman.  

## Galería

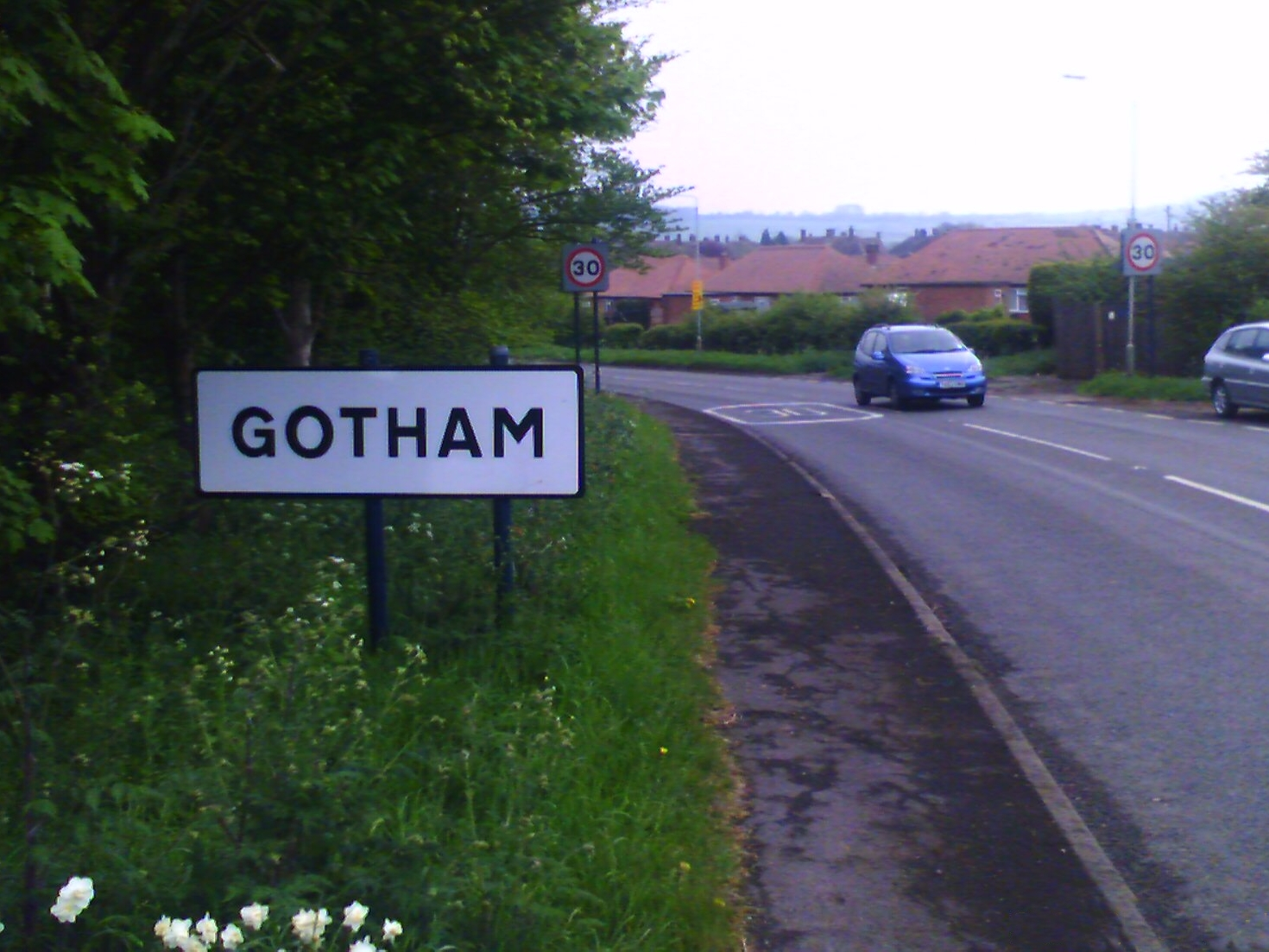
La señal del pueblo
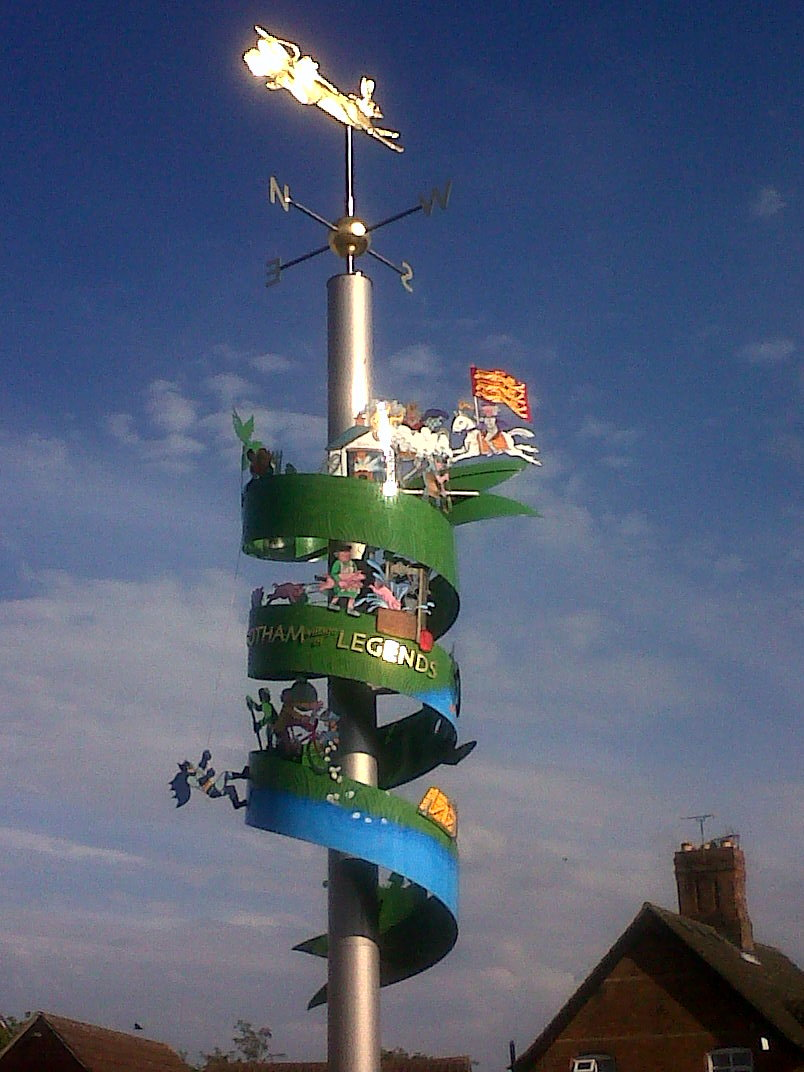
La veleta de 'Gotham Legends' en el centro del pueblo
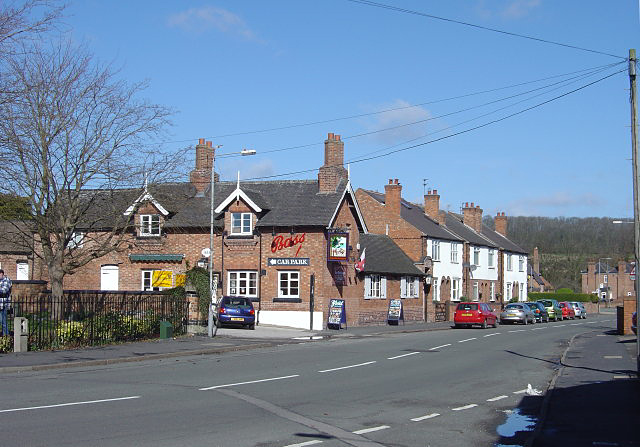
La taberna 'Cuckoo Bush Inn'
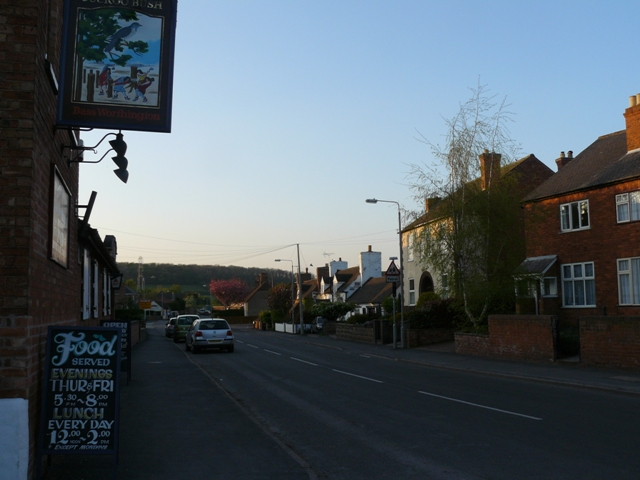
El rotulo anterior de la taberna que representa los hombres sabios de Gotham construyendo la valla alrededor el cuco
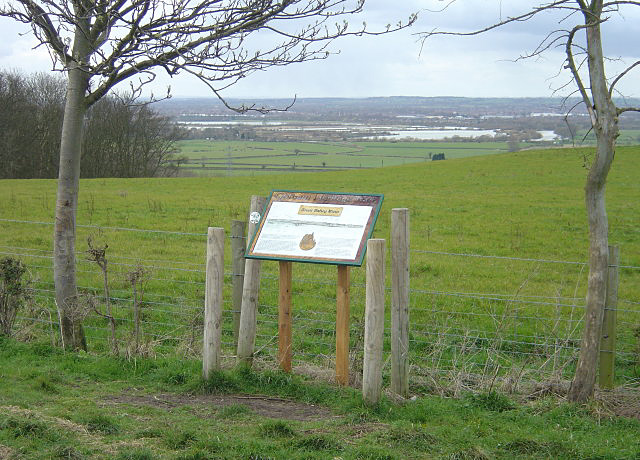
Una parte del camino de patrimonio cultural de Gotham